# Погарище
Пога́рище — деревня в Железногорском районе Курской области России. Входит в состав Студенокского сельсовета. 

## География
Расположена в 1 км к северо-западу от Железногорска в верховье реки Погарщины. Высота над уровнем моря — 244 м. К востоку от деревни, за рекой Погарщиной, находится садоводческое товарищество «Городские Сады», с запада примыкает садоводческое товарищество «Погарище».

## Этимология
Название деревни произошло от слова «погар», которое означает погорелый лес.

## История
По данным 1649 года деревня Погарище состояла из 16 дворов и была приписана к Долбенкинскому острогу. Местные жители могли укрываться в этой крепости во время набегов крымских татар, а также должны были поддерживать её в обороноспособном состоянии. 
Согласно крестоприводной книге, 28 апреля 1682 года в городе Севске на верность государям Иоанну V и Петру I приведён, среди прочих, рядовой из деревни Погарище Сафошка Екимов. В XVII—XVIII веках деревня входила в состав Радогожского стана Комарицкой волости Севского уезда. 
По переписи 1705 года в Погарище был 21 двор, проживало 116 человек (в т.ч. 33 недоросля, 14 человек на военной службе). По переписи 1707 года в деревне было 15 дворов, проживало 123 человека (в т.ч. 50 недорослей). 
По данным 3-й ревизии 1763 года часть деревни принадлежала Кантемирам (95 душ мужского пола и 91 душа женского пола), часть — Трубецким (22 души мужского пола). 
По данным 5-й ревизии 1797 года часть деревни принадлежала Безбородко (154 души мужского пола), часть — Волконским (25 душ мужского пола). 
Погарище было частью прихода Воскресенского храма села Долбёнкино.
По данным 10-й ревизии 1858 года деревня принадлежала князю Николаю Алексеевичу Лобанову-Ростовскому. В то время в Погарище было 40 дворов, проживало 427 человек (207 мужского пола и 220 женского).
В 1866 году в бывшей владельческой деревне Погарище было 36 дворов, проживало 437 человек (208 мужского пола и 229 женского), действовали 4 маслобойни. К 1877 году число дворов увеличилось до 59, число жителей — до 510 человек. В то время деревня входила в состав Долбенкинской волости Дмитровского уезда Орловской губернии. Во время революции 1905 года жители Погарища участвовали в разграблении имения Великого князя Сергея Александровича в соседнем селе Долбенкино. 
В начале XX века часть жителей деревни выселилась в посёлки Андреевский, Бук, Платоновский, Филипповский и Чистое.
В 1926 году в Погарище было 62 двора, проживало 292 человека (134 мужского пола и 158 женского). В то время деревня входила в состав Трубиченского сельсовета Долбенкинской волости Дмитровского уезда. С 1928 года в составе Михайловского (ныне Железногорского) района. 
В 1928 году в Погарище был создан один из первых колхозов в Михайловском районе — «Бедняк». В 1930 году хозяйство получило название «Красный Пахарь», а в 1934 году — имени Кирова.
В 1937 году в Погарище было 47 дворов. Перед войной председателем колхоза имени Кирова был Григорий Яковлевич Меркушенков. Во время Великой Отечественной войны, с октября 1941 года по февраль 1943 года, деревня находилась в зоне немецкой оккупации. После освобождения председателями колхоза имени Кирова были Терехов (1943—1952) и Александр Кузьмич Тимошин (1952—1954).
В 1954 году Трубиченский сельсовет был упразднён, Погарище передано в состав Трояновского сельсовета. В том же году к погарищскому колхозу имени Кирова была присоединена артель соседней деревни Студенок, центральная усадьба колхоза была перенесена в Студенок. В 1970-е годы была закрыта Погарищская начальная школа.
С 1985 года деревня входит в состав Студенокского сельсовета. По состоянию на 2013 год в Погарище было 17 дворов, проживало 44 человека.

## Население
| 1866 | 1877 | 1897 | 1926 | 1979 | 2002 | 2010 |
| ---- | ---- | ---- | ---- | ---- | ---- | ---- |
| 437  | ↗510 | ↗574 | ↘292 | ↘65  | ↘30  | ↘18  |

## Персоналии
- Меркушенков, Павел Яковлевич (1920—1983) — Герой Социалистического Труда. Родился в Погарище.

## Святой источник
Около деревни находится источник, у которого по преданию чудесным образом была явлена икона святителя Тихона, епископа Амафунтского. Она хранилась в Храме Воскресение Словущее, соседнего села Долбенкино. Ежегодно 16 июня в память святителя Тихона к источнику совершались Крестные ходы для освящения воды.